# トイ・ストーリー5
『トイ・ストーリー5』（原題：Toy Story 5）は、ピクサー・アニメーション・スタジオが制作中のアニメーション映画。アメリカ合衆国で2026年6月19日に公開予定。アンドリュー・スタントンとマッケンナ・ハリスが監督を務める。

## 概要
ピクサーの長編映画としては、1995年公開の『トイ・ストーリー』から数えて31作目となる。また、同社の『トイ・ストーリー』シリーズとしては2019年公開の前作『トイ・ストーリー4』に続く5作目となる。ウッディとバズ・ライトイヤーに加え、ジェシーやレックス、ハム、スリンキー・ドッグそして前作で初登場したフォーキーなどお馴染みの仲間たちが帰ってくる。さらに新たなディズニーヴィランズとして50体のバズ・ライトイヤーの軍団が登場することも明らかになった。

## あらすじ
D23 2024にて、「いつも子どもたちの側にいたオモチャたちが、電子機器の台頭によって仕事を失う」というストーリー・コンセプトが明らかとなった。

## 登場キャラクター

### ボニーのおもちゃたち
ウッディ・プライド （Woody Pride）
バズ・ライトイヤー（Buzz Lightyear）
スマーティーパンツ（Smarty Pants）
ジェシー（Jessie）
フォーキー（Forky）
ブルズアイ（Bullseye）
レックス（Rex）
ハム（Hamm）
スリンキー・ドッグ（Slinky Dog）

### 人間
ボニー・アンダーソン（Bonnie Anderson）

## キャスト
| 役名                 | 言語版声優           | 日本語版吹替 |
| -------------------- | -------------------- | ------------ |
| ウッディ・プライド   | トム・ハンクス       | TBA          |
| バズ・ライトイヤー   | ティム・アレン       | TBA          |
| スマーティーパンツ   | コナン・オブライエン | TBA          |
| ジェシー             | TBA                  | TBA          |
| フォーキー           | TBA                  | TBA          |
| ブルズアイ           | TBA                  | TBA          |
| レックス             | TBA                  | TBA          |
| ハム                 | TBA                  | TBA          |
| スリンキー・ドッグ   | TBA                  | TBA          |
| ボニー・アンダーソン | TBA                  | TBA          |

## 製作

### 製作決定
2023年2月8日(米国時間)、ウォルト・ディズニー・カンパニーのボブ・アイガーCEOによって収支報告会にて明らかにされた。